# Prinzessin Daisy
Prinzessin Daisy (jap. デイジー姫, Deijī-hime) ist eine fiktive Figur aus den Videospielen der Super-Mario-Reihe.

## Entstehung
Für das Spiel Super Mario Land hatten die Entwickler die Intention, dass es außerhalb des Pilzkönigreiches stattfindet. Hierfür kreierten sie das Sarasaland inklusive dessen Herrscherin Prinzessin Daisy. Da das Land nach einem floralen Muster benannt wurde, entschieden sich die Entwickler, die Prinzessin nach dem Gänseblümchen (eng. daisy) zu benennen.
Ihre Synchronsprecherinnen waren Kate Fleming (Mario Tennis) und Jen Taylor (Mario Party 3 und Mario Party 4). Deanna Mustard ist seit Mario Golf: Toadstool Tour bis Mario Strikers: Battle League Football Daisys Synchronstimme. Giselle Fernandez ist Daisys neue Stimme seit Super Mario Bros. Wonder.

## Aussehen
Prinzessin Daisy hat mittellange braune Haare, dunkelblaue Augen und eine sportliche Figur. Sie trägt ein orangefarbenes Ballkleid und weiße blümchenförmige Handschuhe. Ihre Ohrringe und Brosche sind in Form eines Gänseblümchens gehalten. Auch die mit Smaragden und Rubinen besetzte Krone weist ein Blumenmuster auf. Das Gesicht der Prinzessin ist runder als das von Prinzessin Peach. Ihre Augen sind katzenartig und haben, anders als bei Peach, jeweils nur zwei Wimpern.

## Auftritte

### Videospiele
Prinzessin Daisy stammt aus dem in fünf Regionen geteilten Königreich Sarasaland. Sie trat erstmals im Game-Boy-Spiel Super Mario Land auf. Im Plot des Spiels wurde sie von dem Alien Tatanga entführt und bittet Mario um Hilfe, sie zu befreien.
Nach Super Mario Land hatte sie einen Auftritt in NES Open Tournament Golf, einem Ableger der Mario-Golf-Serie. Hier war sie zwar kein spielbarer Charakter, diente jedoch als Caddie von Luigi. In Mario Golf: Toadstool Tour war sie erstmals ein spielbarer Charakter der Serie.
Ihren ersten Auftritt in der Mario-Party-Reihe hatte sie im Spiel Mario Party 3, wo sie von Jen Taylor synchronisiert wurde. Das Spiel erschien in Europa am 16. November 2001. Seitdem erscheint sie in jedem Ableger der Serie als spielbarer Charakter. Lediglich in Mario Party Advance ist sie nicht vorhanden.
Ihren ersten Auftritt in der Mario-Kart-Serie hatte sie in Mario Kart: Double Dash!!. Ihre Partnerin war Prinzessin Peach, das Spezial-Item des Teams war das Herz. Das Herz lässt einen herzförmigen Ring um das Kart erscheinen, dessen Wirkung war, dass man ein gegnerisches Item erhält, sobald man damit angegriffen wird. Ihre persönliche Strecke in diesem Spiel war Daisys Dampfer. In Mario Kart DS kann die Prinzessin als geheimer Charakter freigeschaltet werden, wenn man im 50 cm³-Hubraum eine Goldtrophäe in jedem Retro-Cup gewinnt. Ihre persönlichen Fahrzeuge sind das Floramobil, Daisy Standard und der Tanzwagen. Anders als in Mario Kart: Double Dash!! ist Daisy hier ein Leicht- und kein Mittelgewicht. Ihre Strecken sind Ticktack-Trauma und die Wolkenpiste. In Mario Kart Wii ist Daisy durch den Sieg im 150 cm³-Modus des Spezial-Cups freizuschalten. In Mario Kart 7 ist sie erneut spielbar. Man schaltet sie frei, indem in der 150 cm³-Klasse Gold im Pilz-Cup gewonnen wird. Ihre persönliche Strecke ist Daisyhausen. Auch in Mario Kart 8 ist Daisy ein spielbarer Charakter. Sie ist erneut ein Mittelgewicht und muss nicht freigeschaltet werden. Ihr gehört hier die Kuhmuh-Weide.
Daisy hat im Spiel Super Smash Bros. Melee nur einen Auftritt als Trophäe. Prinzessin Peach besitzt jedoch ein Outfit, das Daisy stark ähnelt. In Super Smash Bros. Brawl hat Prinzessin Daisy wieder einen Auftritt als Trophäe, zusätzlich dazu gibt es auch Sticker von ihr. Im 2018 erschienenen Super Smash Bros. Ultimate ist Daisy erstmals in der Smash Bros.-Serie auch spielbar. Ihr Moveset ähnelt dabei stark dem von Prinzessin Peach.
In Super Mario Bros. Wonder für die Nintendo Switch konnte Daisy zum ersten Mal in der Hauptreihe der Super-Mario-Spiele als spielbarer Charakter ausgewählt werden.

### Filme
Im Film Super Mario Bros. war Daisy einer der Hauptcharaktere. Im Film studiert sie Archäologie an der New York University. Sie wird von Bowser – in dem Film als Koopa bezeichnet – entführt und später von Luigi und Mario gerettet.